# 御嵩町B&G海洋センター
御嵩町B&G海洋センター（みたけちょうビーアンドジーかいようセンター）は、岐阜県可児郡御嵩町の南山公園内にあるスポーツ施設。同公園内にある野球場とテニスコートの利用受付もこの施設が行っている。
ブルーシー・アンド・グリーンランド財団（B&G財団）により創設され、1985年（昭和60年）に竣工。運営は御嵩町が行っている。

## 施設

### 屋内体育館
- 第1体育館
- 第2体育館
- ミーティングルーム

### 屋内プール
- 一般用プール
- 幼児用プール

## 利用案内
- 所在地：岐阜県可児郡御嵩町中2777番地28
- 利用時間：
  - 9:30 - 21:30（屋内体育館）
  - 9:00 - 17:00（屋内プール）
- 休館日：
  - 月曜日、年末年始（12月28日 - 1月4日）（屋内体育館）
  - 1月1日 - 5月19日、10月1日 - 12月31日、5月20日から9月30日までの期間の月曜日（屋内プール）

## 交通アクセス
- 名鉄広見線「御嵩駅」下車、徒歩約12分
- ふれあいバス工業団地・南山台線「南山台西」バス停より徒歩約3分

## 周辺
- 国道21号 可児御嵩バイパス
- 御嵩駅
- 中山道みたけ館
- 御嵩城址公園